# مورتيمر إي. فيريس
مورتيمر إي. فيريس هو مهندس مدني وسياسي أمريكي، ولد في 29 مارس 1881، وتوفي في 9 مارس 1941. نشط حزبياً في الحزب الجمهوري. وقد انتخب عضو مجلس ولاية نيويورك ‏.